# ال پنول (انتیوکیا)
ال پنول (انگلیسی: El Peñol, Antioquia) نام شهری در کشور کلمبیا است.